# Lövåstjärnarna
Lövåstjärnarna är en sjö i Sundsvalls kommun i Medelpad och ingår i Ljungans huvudavrinningsområde.